# Эйхлер, Хансйорг
Хансйорг Эйхлер (нем. Hansjörg Eichler, 1916—1992) — австралийский ботаник германского происхождения, специалист по аралиевым, парнолистниковым и лютиковым.

## Биография
Хансйорг Эйхлер родился 1 апреля 1916 года в немецком городе Равенсбург. Эйхлер учился в Германии, сначала в Берлинском университете, а затем в Университете Галле. В 1936—1943 годах Эйхлер работал в Ботаническом музее Берлин-Далем. Затем он работал в Сельскохозяйственном институте кайзера Вильгельма в Вене и Гатерслебене. Хансйорг стал доктором естественных наук и переехал в Лейден, чтобы изучать образцы растений из гербария Лейденского университета. В 1955 году Эйхлер стал хранителем Государственного гербария Южной Австралии (AD). В 1973 году Эйхлер был назначен куратором Австралийского гербария (CANB) в Канберре. Хансйорг Эйхлер скончался 22 июня 1992 года во время поездки в Берлин.
Первый гербарий Эйхлера, в котором были собраны европейские образцы растений, был уничтожен 1 марта 1943 года. Большая часть из 12 тысяч образцов второго гербария, собранного Хансйоргом, из Германии, Венгрии, Дагестана, Крыма и Сицилии, в настоящее время хранится в Лейбнице (GAT) и Университете Галле-Виттенберг (HAL), некоторые образцы хранятся в Государственном гербарии Южной Австралии и Австралийском гербарии. Третий гербарий Эйхлера, собранный в Австралии, Новой Зеландии и Новой Гвинее, также хранится в Южной Австралии и Канберре.

## Растения, названные в честь Х. Эйхлера
- Atriplex eichleri Aellen, 1965
- Bassia eichleri Ising, 1961 [syn.  Sclerolaena holtiana (Ising) A.J.Scott, 1978]
- Chionogentias eichleri L.G.Adams, 1995 [syn.  Gentianella eichleri (L.G.Adams) Glenny, 2004]
- Euphrasia eichleri W.R.Barker, 1982
- Gomphrena eichleri J.Palmer, 1998
- Haloragis eichleri Orchard, 1975
- Millotia eichleri P.S.Short, 1995
- Naravelia eichleri Tamura, 1986 [syn.  Clematis menglaensis M.C.Chang, 1980]
- Picris eichleri Lack & S.Holzapfel, 1993
- Ptilotus eichlerianus Benl, 1970
- Ranunculus eichlerianus B.G.Briggs, 1960
- Tribulus eichlerianus K.L.Wilson, 1992
- Xanthosia eichleri J.M.Hart & Henwood, 1998
- Zygophyllum eichleri R.M.Barker, 1998 [syn.  Roepera eichleri (R.M.Barker) Beier & Thulin, 2003]